# Élie Bloncourt
Pour les articles homonymes, voir Bloncourt.
Élie Bloncourt, né le 5 mai 1896 à Basse-Terre (Guadeloupe) et mort le 4 mars 1978 à Antony, est un homme politique socialiste et résistant français.

## Biographie

### Famille et jeunesse en Guadeloupe
Né en 1896,, élève boursier, Élie Bloncourt obtient son baccalauréat en 1913 au lycée Carnot de Pointe-à-Pitre, mais doit arrêter ses études à la mort de sa mère, qui l'élevait seule avec ses cinq frères et sœurs. Élie Bloncourt est un petit-neveu de Melvil-Bloncourt, communard et député de Guadeloupe de 1871 à 1874. Son frère, Max, dit Max Clainville ou Max Clainville-Bloncourt, militant communiste, avocat, actif au sein de la Ligue des droits de l'homme, sera un collaborateur et ami proche d'Hô Chi Minh. Les deux fils de leur troisième frère, nés en Haïti, seront aussi des militants : Gérald Bloncourt, artiste peintre et photographe, sera responsable politique du service photo de L'Humanité ; Tony Bloncourt, résistant au sein des « bataillons de la jeunesse », sera fusillé au mont Valérien en mars 1942.
Élie Bloncourt a été marié à Delphine Bocaly. Le couple a eu trois fils : Jack, Jean, Marcel.

### Invalide de guerre 1914-1918
Il est mobilisé en 1915,, à la suite des lois sur la conscription coloniale (il est métis), et combat dans les Dardanelles, à Salonique et en Macédoine ottomane. Il profite d'une permission pour se marier en Guadeloupe en 1917 mais repart pour la région de Verdun sans attendre la naissance de son fils. Il combat ensuite dans le département de l’Aisne, au sein de la division Marchand. Blessé au visage en mai 1918, il perd définitivement la vue et il est laissé pour mort sur le champ de bataille, finissant la guerre dans un hôpital allemand.

### Vie professionnelle et politique dans l'entre-deux-guerres
Rendu à la vie civile, il s’installe en métropole avec sa femme et son fils, apprend le braille et la dactylographie et s’inscrit à la Sorbonne où il obtient une licence de philosophie en 1921. Devenu professeur, il s'installe à La Fère dans l'Aisne. À partir de 1934, il représente son canton d’adoption au conseil d’arrondissement de Laon et au conseil général de l’Aisne, puis est élu député aux législatives de 1936. Il est également actif au sein des anciens combattants pacifistes, et participe à la création en 1930 de la Ligue des anciens combattants pacifistes, sous la conduite du député Camille Planche,.

### Résistant 1940-1945
Il est absent de l'Assemblée nationale lors du vote des pleins pouvoirs constituants au maréchal Pétain en juillet 1940 : « Son absence avait le sens d'un refus du défaitisme. C'est bien ce que comprit l'État français, qui le démit peu après de son mandat de conseiller général de l’Aisne ».
Il intègre rapidement la Résistance et devient président de la SFIO clandestine (Comité d’action socialiste) pour la zone occupée. Il contribue à la mise en place du mouvement Libération-Nord,, dont il est l'un des premiers responsables pour le département de l’Aisne,. Il organise ensuite le réseau Brutus, chargé de surveiller les mouvements de la Wehrmacht,. En 1944, le Conseil national de la Résistance le désigne pour diriger le Comité départemental de Libération de l’Aisne. Au cours de la Libération de la France, il investit les bureaux de la préfecture, à Laon, le 30 août 1944,.

### Militantisme politique après la Libération
Après la Libération, Élie Bloncourt reprend ses fonctions de professeur de philosophie au Centre national d’enseignement par correspondance, puis au lycée Charlemagne de Paris,. Réélu député de l’Aisne en 1945 aux côtés de son ami Jean Pierre-Bloch, il siège à la commission des territoires d’Outre-Mer. À l’instar de son frère Max Clainville-Bloncourt, Élie Bloncourt revendique un socialisme sans concession. Déçu de l’évolution de la SFIO, il se montre hostile aux tendances modérées de Léon Blum et Daniel Mayer. Lors des élections à la deuxième Constituante, en juin 1946, il est conduit à renoncer au renouvellement de son mandat de député en raison de son positionnement politique. IL quitte la SFIO fin 1947 (ou en est exclu début janvier 1948,). 
Dès décembre 1947, il a fondé le MSUD (Mouvement socialiste unitaire et démocratique, qui deviendra par la suite le Parti socialiste unitaire) et publie La Bataille socialiste,,. En septembre 1948, il devient le secrétaire général du Parti socialiste unitaire. En 1950, il rejoint l'Union progressiste et appartient à la commission exécutive de ce mouvement. Il adhère en 1955 à l'Union de la gauche socialiste, qui rassemble des chrétiens de gauche, des trotskistes et d’anciens communistes, mais quitte ce mouvement lorsque celui-ci participe à la fondation du Parti socialiste unifié en 1958,,. En 1971, à l'âge de 75 ans, il rejoint finalement le nouveau Parti socialiste refondé par François Mitterrand au congrès d'Épinay,.
En 1968, il est témoin à décharge au procès des dix-huit nationalistes guadeloupéens déférés devant la Cour de sûreté de l'État à la suite des violents affrontements de mai 1967.
Il meurt le 3 mars 1978 à Antony.

## Distinctions
- Commandeur de la Légion d’honneur
- Juré à la Haute Cour de justice